# ヨジップ・クゼ
ヨジップ・クゼ、ヨシップ・クジェ（Josip Kuže, 1952年11月13日 -2013年6月16日 ）は、クロアチア出身のサッカー選手、サッカー指導者。

## 経歴
現役時代はDFとしてユーゴスラビアU-21代表に選出。ユーゴスラビアリーグでは382試合に出場した。主にクロアチアの名門ディナモ・ザグレブでプレーした。当時の同僚にはズラトコ・クラニチャールらがいる。引退後、ユーゴスラビアやドイツでコーチや監督を歴任。

### ガンバ大阪コーチ・監督時代
その後、ドイツ時代の知人であったジークフリート・ヘルトの依頼で1995年にガンバ大阪のトップコーチに就任。翌1996年には成績不振を理由にヘルトが解任されると、監督に昇格。それまでの戦術から堅守速攻のスタイルに切り替え、宮本恒靖や当時高校生だった稲本潤一ら若手を抜擢して先発メンバーに起用した。
1997年の2ndステージにはパトリック・エムボマの活躍でそれまでの最高順位であるリーグ戦2位という成績を記録。この年、「エムボマ効果」という言葉を生んだ。エムボマを戦術の中心にしたことでこの順位を得たがエムボマや司令塔であったネボイシャ・クルプニコビッチを抑えられたり、欠いたりすると途端に強さを失ってしまうため批判も多かった。
同年、G大阪を退団し、クロアチアに帰国。G大阪とは2002年までの5年間もの長きに渡ってアドバイザリー契約を結んでおり、チームアドバイザーとして主に外国籍選手の発掘や獲得に助力した。

### クロアチア帰国後
帰国後、NKザグレブの監督に就任するが、家族の問題などの様々な要因からギャンブルに明け暮れる生活を送るようになり、財産のほとんどを失ってしまった。
その後も借金を原因とするトラブルに見舞われ、G大阪とのアドバイザリー契約の打ち切りなどもあったが、2003年には現場復帰し、クロアチアのクラブで監督を歴任する。
2005-06シーズンにはディナモ・ザグレブを率いてキャリア初のトップリーグ優勝を果たし、UEFAチャンピオンズリーグにも出場した。2007年シーズンはヴァルテクス・ヴァラジディンの監督に就任するも開幕4連敗の責任を取り、辞任している。
2007年10月には一旦ルワンダ代表監督に就任したが、2008年1月のクリスマス・正月休暇中にオファーを受けたジェフユナイテッド市原・千葉の監督に就任した。

### ジェフ千葉監督時代
ルワンダ代表監督を辞任し、2008年から千葉の監督に就任。攻撃サッカーを掲げたものの、オフに羽生直剛、山岸智ら日本代表メンバーの主力が5人も移籍した影響は大きく、リーグ11節を終えて0勝2分9敗の勝ち点2、得点8（J1ワースト）、失点25（J1ワースト）という、大差での最下位に低迷した。
チーム浮上のため試行錯誤し、フォーメーションやスタメンを試合毎に変更しつつも、浮上の鍵はつかめないまま、第11節（5月6日）の浦和戦を3-0で敗戦後、チーム幹部を交えて緊急会談。翌5月7日に解任が発表された。
クゼは監督就任時に、オフシーズンの主力大量流出危機を千葉側から知らされ、来日するとクラブハウスに直行し、自ら主力選手の慰留に努めた。しかし、巻誠一郎の引留めには成功したものの、佐藤勇人、羽生直剛らを翻意させることは叶わなかった。雑誌のインタビューの席において、記者から説得した選手たちの移籍を初めて教えられ、「それは本当か？頭が痛くなってきた……」と困惑するコメントを残している。敗戦後の記者会見でも、「主力5人が抜けたこと」をずっと低迷の理由に挙げ続けるなど、就任前の目算が根底から崩れた末の解任劇だった。
解任こそされたものの「2008年シーズンより3年間は解任された場合もその期間の報酬をチームが負担する。但し、代表、もしくはクラブの監督に就任した場合はその日をもって報酬を打ち切る。」という契約を結んでいたため経済面では打撃はほとんどなかったと言われている。

### 2009年以降
2009年5月にアルバニア代表監督に就任した。EURO2012出場を目標とし、一時は首位に立つなど健闘したものの、2010年に脳梗塞で倒れるなどのアクシデントもあり、チームが予選敗退したため2011年いっぱいでの退任が決定した。
2012年、中国サッカー・スーパーリーグ・天津泰達の監督に就任するも6月に解雇された。
その後、白血病で闘病生活を送っていたが、2013年6月16日に逝去。60歳没。

## 選手経歴
- ディナモ・ザグレブ 1971-1982

## 指導経歴
- シドニー・クロアチア コーチ 1982-1984
- ディナモ・ザグレブユース 1986-1988
- SKボラッチ・バーニャ・ルカ 1988/89-1989/90
- ディナモ・ザグレブ 1989/90-1991/92
- FCロートヴァイス・エアフルト 1991/92
- 1.FSVマインツ05 1992/93-1994/95
- ガンバ大阪 1995-1997
- NKザグレブ 1998/99-1999/00
- ケムニッツFC 2000/01
- NKインテル・ザプレシッチ 2003/04
- ディナモ・ザグレブ 2005/06-2006/07
- HNKリエカ 2006/07
- ヴァルテクス・ヴァラジディン 2007
- ルワンダ代表 2007
- ジェフユナイテッド市原・千葉 2008.1-2008.5
- アルバニア代表 2009-2011
- 天津泰達 2012.1-2012.5

## タイトル

### 選手時代
ディナモ・ザグレブ
- ユーゴスラビアカップ:1回（1980）
- バルカン・カップ:1回（1976）

### 指導者時代
FKボラツ・バニャ・ルカ
- ユーゴスラビアカップ:1回（1988）

NKインテル・ザプレシッチ
- ドルガHNL:1回（2002-03）

ディナモ・ザグレブ
- プルヴァHNL:1回（2005-06）